# Gustaf Fröding
Gustaf Fröding (født 22. august 1860 på godset Alster i Värmland, død 8. februar 1911, Stockholm) var en svensk digter. Han var søn af løjtnant Ferdinand Fröding og Emilia Fröding (datter af biskop Agardh). 
Der er altid blevet diskuteret hvilken diagnose Gustaf Fröding havde, men fakta er han ofte var indlagt på sindsygehospitaler. Han menes at være arveligt disponeret. Moderen led af en fødselspsykose og var indlagt på Sankt Hans Hospital i Danmark efter hans fødsel.
Han studerede på Uppsala universitet fra 1880, og kort tid efter han startede, døde hans far Løjtnant Ferdinand Fröding. Han var en velhavende värmlandsk fabriksejer, og Gustaf Fröding arvede en del penge. Størstedelen af disse penge blev sløset bort, og man mener det var her Gustaf Fröding grundlagde sin alkoholisme. Da han vendte tilbage til Värmland to år senere, havde han hverken sin eksamen eller penge. 
Efter Uppsala blev han ansat som skribent ved Karlstads tidningen. Han debuterede i 1891 med den lille digtsamling Guitarr och dragharmonika. Den beskrev värmlandske folketyper og var skrevet med humor og vemod. Den blev populær og kom hurtigt i 2. oplag.
I 1894 kom Nye dikter, i 1896 hans hovedværk Stänk och flikar, i 1897 Nytt och gammalt og i 1898 Gralstänk. Disse samlinger gjorde ham til en af 1890'ernes mest folkekære og populære digtere. På den indholdsmæssige side arbejde han med de varme beskrivelser af det värmlandske folk, med megen humor og festlighed. Desuden var der en del alharmoni som del af modernismen, hvor han følte sig fremmed og identitetsløs. Formmæssigt arbejdede han også eksperimenterende med den lyriske form.

## Udmærkelser
Det findes utal af stipendier og priser som bærer Frödings navn. Et af disse er Uppsala studentkårs Frödingsstipendium, der er blevet uddelt hver tredje år siden 1923. En anden årlig lyrikpris er (Gustaf Fröding-sällskapets lyrikpris).
Der er opkaldt flere veje og lign. efter Gustaf Fröding. I Sverige findes i Karlstad Hotel Fröding Best Western. På Karlstad Universitet findes Frödingsalen. Og vejen Gustaf Frödingsgata samt Frödingshöjd.
Desuden findes vejene: Gustaf Frödings väg i Falkenberg, Frödingsgatan i Filipstad, Frödingsvägen i Skoghall, Sunne, Frödingsplan i Kristinehamn, Frödings allé i Lerum, Frödingvägen i Olofström, Frödingsväg i Edane, Västerås.
I Norge findes Gustaf Frödings veg i Lillehammer.
I Danmark findes Frödingsvej i Randers og Frødings Alle i Søborg i Gladsaxe kommune.

## Digte (i udvalg)
- Anita (1884)
- En hög visa (1891)
- En ghasel (1891)
- Vackert väder (1891)
- Våran prost (1891)
- Jonte och Brunte (1891)
- Det var dans bort i vägen (1891)
- Världens gång (1891)
- En fattig munk från Skara (1891)
- Clown Clopopisky (1894)
- Tre trallande jäntor (1894)
- Bergslagstroll (1894)
- Den gamla goda tiden (1894)
- Säv, säv, susa (1894)
- En syn (1894)
- Hans högvördighet biskopen i Växjö (1894)
- Ett gammalt bergtroll (1896)
- Gråbergssång
- En morgondröm (1896)
- Lelle Karl-Johan (1896)
- Ur kung Eriks visor (1896)
- Det borde varit stjärnor (1896)
- Sagoförtäljerskan (1896)